# Кільце Іффланда
Кільце Іффланда (нім. Iffland-Ring) — німецька театральна та кінематографічна нагорода.

## Опис
Прикрашене діамантами кільце із зображенням німецького драматурга і актора Августа Вільгельма Іффланда.

## Умови нагородження
За власним бажанням власник може передати кільце іншому німецькомовному актору, якого вважає гідним. Винятком було нагородження Вернера Краусса: він отримав кільце за рішенням Комітету німецьких акторів, оскільки попередній власник кільця, Альберт Бассерман, перед смертю так і не обрав нового власника.
Власником кільця може бути лише чоловік, тому в 1977 році з'явився жіночий аналог — Кільце Альми Зайдлер.
Власник кільця вважається «найважливішим і найбільші гідним представником німецькомовного театру».

## Власники кільця
| Ім'я власника            | Роки володіння | Батьківщина власника |
| ------------------------ | -------------- | -------------------- |
| Август Вільгельм Іффланд | ???-1814       | Королівство Пруссія  |
| Людвіг Деврінт           | 1832-1872      | Королівство Пруссія  |
| Еміль Деврінт            | 1814-1832      | Королівство Пруссія  |
| Теодор Дерінг            | 1832-1872      | Саксонія/Німеччина   |
| Фрідріх Гаазе            | 1872-1911      | Пруссія/Німеччина    |
| Альберт Бассерман        | 1911-1952      | Пруссія/Німеччина    |
| Вернер Краусс            | 1954-1959      | Австрія/Німеччина    |
| Йозеф Майнард            | 1959-1996      | Австрія              |
| Бруно Ганц               | 1996-2019      | Швейцарія            |
| Єнс Гарцер               | 2019-н.ч.      | Німеччина            |

## Цікаві факти
- Попередній власник кільця, швейцарський актор Бруно Ганц, в 2014 році обрав наступного власника кільця — німецького актора Герта Фосса, однак той раптово помер від лейкемії.